# Стојчиновац
Стојчиновац је насељено место у општини Чаглин, у Славонији, Република Хрватска.

## Историја
До нове територијалне организације место је припадало бившој великој општини Славонска Пожега.

## Становништво
Насеље је према попису становништва из 2011. године имало 4 становника.
| Националност       | 1991.      |
| Срби               | 9 (69,23%) |
| Хрвати             | 2 (15,38%) |
| Југословени        | 0          |
| остали и непознато | 2 (15,38%) |
| Укупно             | 13         |